# 信吉衛星電視台
信吉衛星電視台（英語：ShinJi Television，簡稱信吉衛視、SJTV）是一家總部位於台灣嘉義縣衛星電視台，其所有自製節目皆以台語發音與本土文化為主，自製節目內容含括知名歌手專訪、觀光旅遊、美食、文化、科技新知、健康新知、空拍鳥瞰台灣系列形象短片等等類型，節目皆以HD拍攝、製作並播出。

## 發展簡史
- 2000年，信吉電視台以嘉義縣有線電視系統業者建立起地方型互動歌唱娛樂節目。
- 2002年11月19日，信吉傳播股份有限公司成立，信吉電視台轉型為全頻道經營，頻道涵蓋範圍擴展至全嘉義縣。
- 2008年，配合國家通訊傳播委員會政策，信吉電視台取得衛星廣播電視執照，改為信吉衛星電視台，為地方衛星電視台第一家取得衛星廣播電視執照者，頻道涵蓋範圍擴及台灣中南部。
- 2013年1月12日，「信吉衛星電視大樓」落成啟用，信吉衛視全面使用高畫質電視數位攝影棚[1][2]。
- 2013年，信吉衛視擴展至台澎金馬全區，總收視戶高達550萬戶，已達到有線電視系統業者覆蓋率100%。
- 2013年11月，信吉衛視斥資重金打造之舞台車「舞裝部隊機動舞台」落成啟用，讓媒體舞台延伸到戶外，與全國觀眾朋友零距離互動。
- 2015年，信吉衛視成立電商品牌「TriV生活選物」。
- 2015年5月，信吉媒體科技取得文化部影視及流行音樂產業局《廣播電視節目供應事業許可證》。
- 2016年，信吉衛視舉辦歌唱比賽「音樂超新星」。[3]
- 2017年，信吉衛視舉辦歌唱比賽「歌霸星世代」。
- 2018年，信吉衛視啟動空拍團隊，走遍台灣每一個角落，帶領大家以鳥瞰角度看見台灣之美(鳥瞰台灣系列形象短片)。
- 2019年，信吉衛視精心策畫全新大型戶外綜藝節目「信吉移動KTV」深入台灣各地廟宇舉辦，與觀眾朋友們零距離的互動。。[4][5][6]
- 2020年，信吉衛視重金打造全新強檔音樂節目，聘請沈文程、曾心梅、孔鏘主持音樂節目《台灣大歌廳》。[7][8]
- 2021年，信吉衛視與公共電視文化事業基金會合作播出「看見地方印象」形象短片。
- 2022年，信吉衛視邀請藝人康康、黑面、米漿主持才藝表演節目《鄉親我最大》。[9][10][11]
- 2022年，信吉衛視邀請康康與張秀卿攜手主持「康康鄉卿秀」，幽默風趣與大膽談話內容，突破以往節目風格，增添更多新元素。
- 2022年，信吉衛視啟動全新戶外節目「寶島大舞台」，由黑面、米漿主持，展現廟宇文化，傳遞台灣在地精神。
- 2022年4月1日，信吉衛視定頻有線電視第82頻道、中華電信MOD第328頻道。
- 2023年2月，電商品牌「TriV生活選物」更名為「信吉網路商城」。
- 2025年3月18日，中華電信MOD調整為728頻道。

## 自製電視節目
- 台灣大歌廳
- 鄉親我最大
- 信吉移動KTV
- 音樂派對
- 明星上菜
- 島嶼心感動
- 平民英雄榜
- 來去巷仔內

## 外部連結
- 信吉衛視 （页面存档备份，存于）
- 信吉媒體科技 （页面存档备份，存于）
- 信吉衛星電視台的Facebook專頁
- 信吉衛星電視台的Instagram帳戶
- YouTube上的信吉衛星電視台頻道